# Хреновина
Хрено́вина — острая приправа (томатный соус) к основному блюду из пропущенных через мясорубку помидоров, корня хрена, чеснока и соли. Иногда также добавляют молотый чёрный и красный перец, болгарский сладкий перец, уксус, сахар, морковь. Такой соус иногда в быту также называют «огоньком», «хренодёром», «горлодёром». На Урале и в Зауралье имеют некоторое распространение названия «хрено́вая закуска» (вариант: «хре́нова»), «хреновка».

## Описание
Приправа состоит из хрена, чеснока и свежих помидоров (либо только из красных, либо из красных и зелёных), мелко измельчённых (к примеру мясорубкой), с добавлением соли и перца по вкусу. Для очистки мясорубки от шкурок помидоров добавляют небольшое количество моркови. Количество помидоров может варьироваться по желанию — смотря какой остроты хочется иметь конечный продукт. Много помидоров — острота уменьшается, мало помидоров — острота усиливается.
Распространённой хреновина в СССР, как разновидность домашних заготовок, стала предположительно с 1960-х годов. Название произошло вероятно путём субстантивации названия одного из компонентов, пряно-овощной культуры — хрена, т. е. «приготовленная из хрена».
Кроме изготавливаемых самостоятельно, в постсоветское время хреновина выпускается и промышленным способом рядом российских предприятий и имеется в продаже (также под наименованием «Хрен красный», «Хреновина», «Хренодёр»).

## Хранение
На холоде (в холодильнике) хранится долго в закупоренном виде и без консервирования. Чем больше в ней хрена и чеснока — тем дольше будет храниться приправа.

## В произведениях литературы и искусства
Хреновину упоминает в рассказе «Записки отдыхающего» писатель Борис Телков: 

... соус чили по-уральски с душевным и проникновенным названием «хреновина» ...
Упоминает в рассказе «Услышь меня, чистый сердцем» Валентина Малявина: 

... Александра Александровна часто Стасу посылки присылала, и обязательно в них было сало и хреновина, очень вкусная. Она делается из хрена, помидоров и чеснока. Мы её в чайнике держали. Из чайника поливали хреновиной и суп, и мясо, и все-все. Вкусно! Прелесть! ...

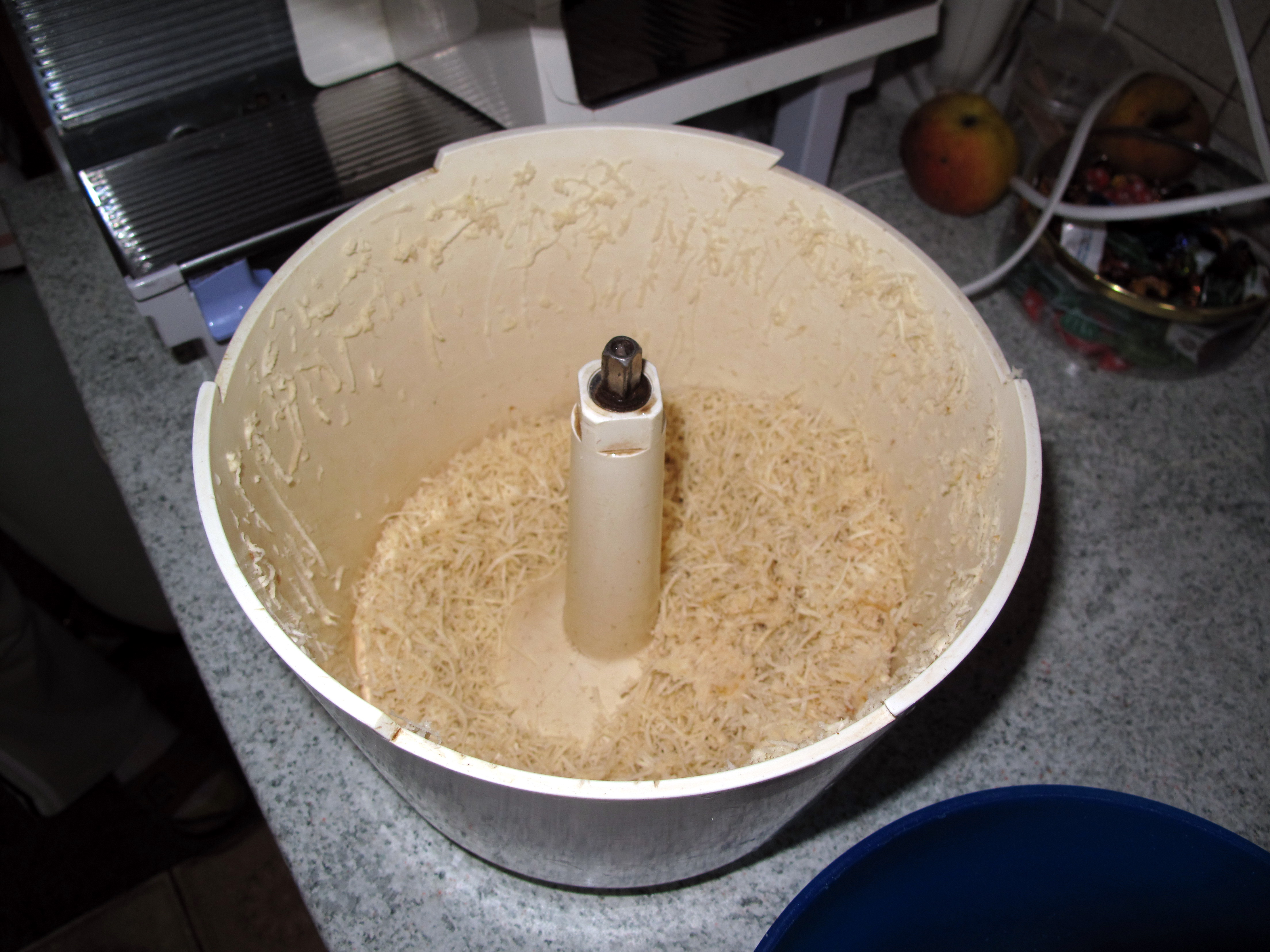
Ингредиенты: очищенный и натёртый корень хрена
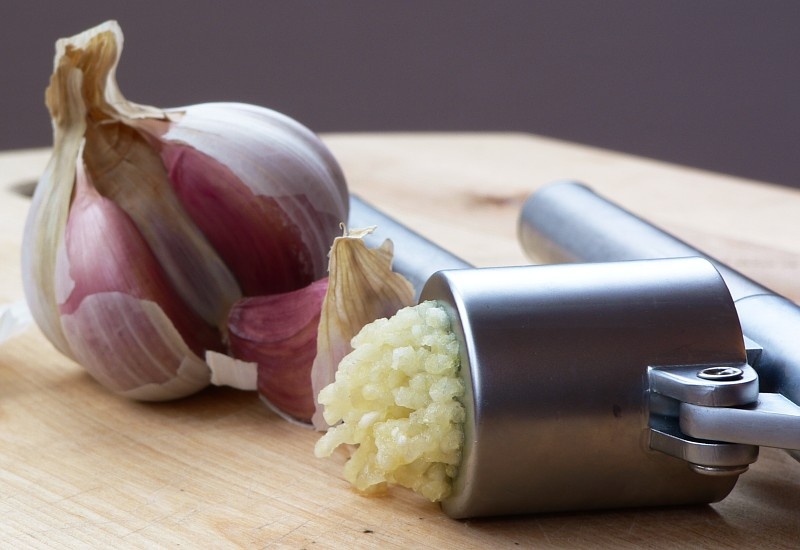
Ингредиенты: очищенные зубчики чеснока, выдавленные через чеснокодавилку
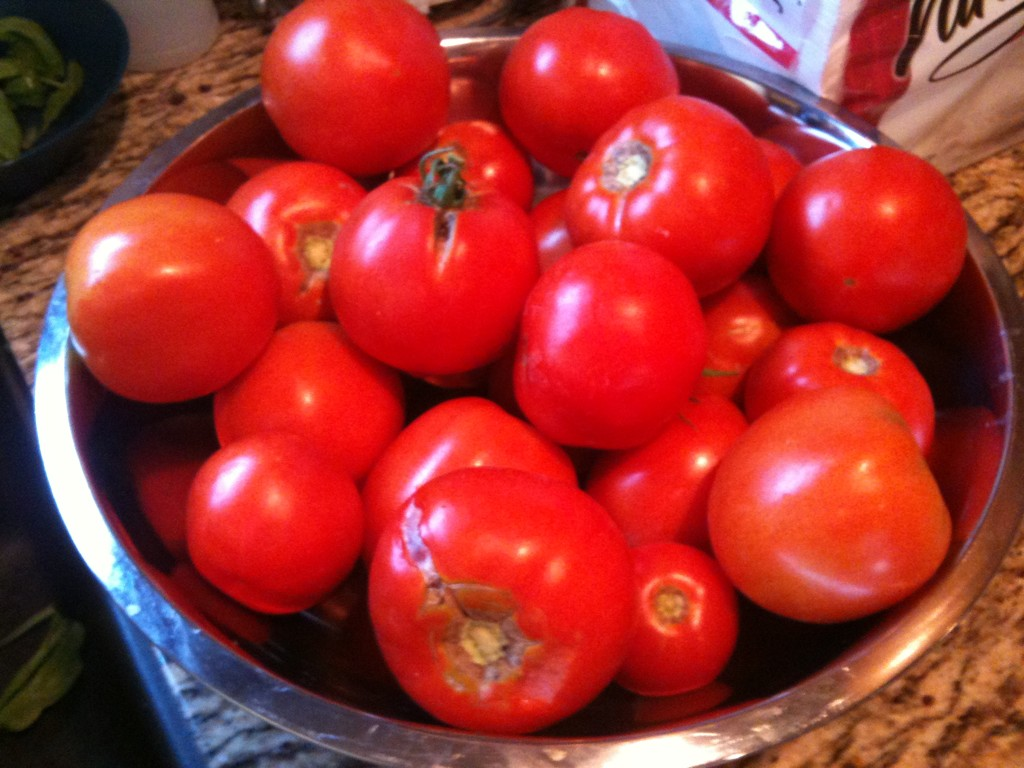
Ингредиенты: мелко нарубленные помидоры, желательно сортов с толстыми стенками
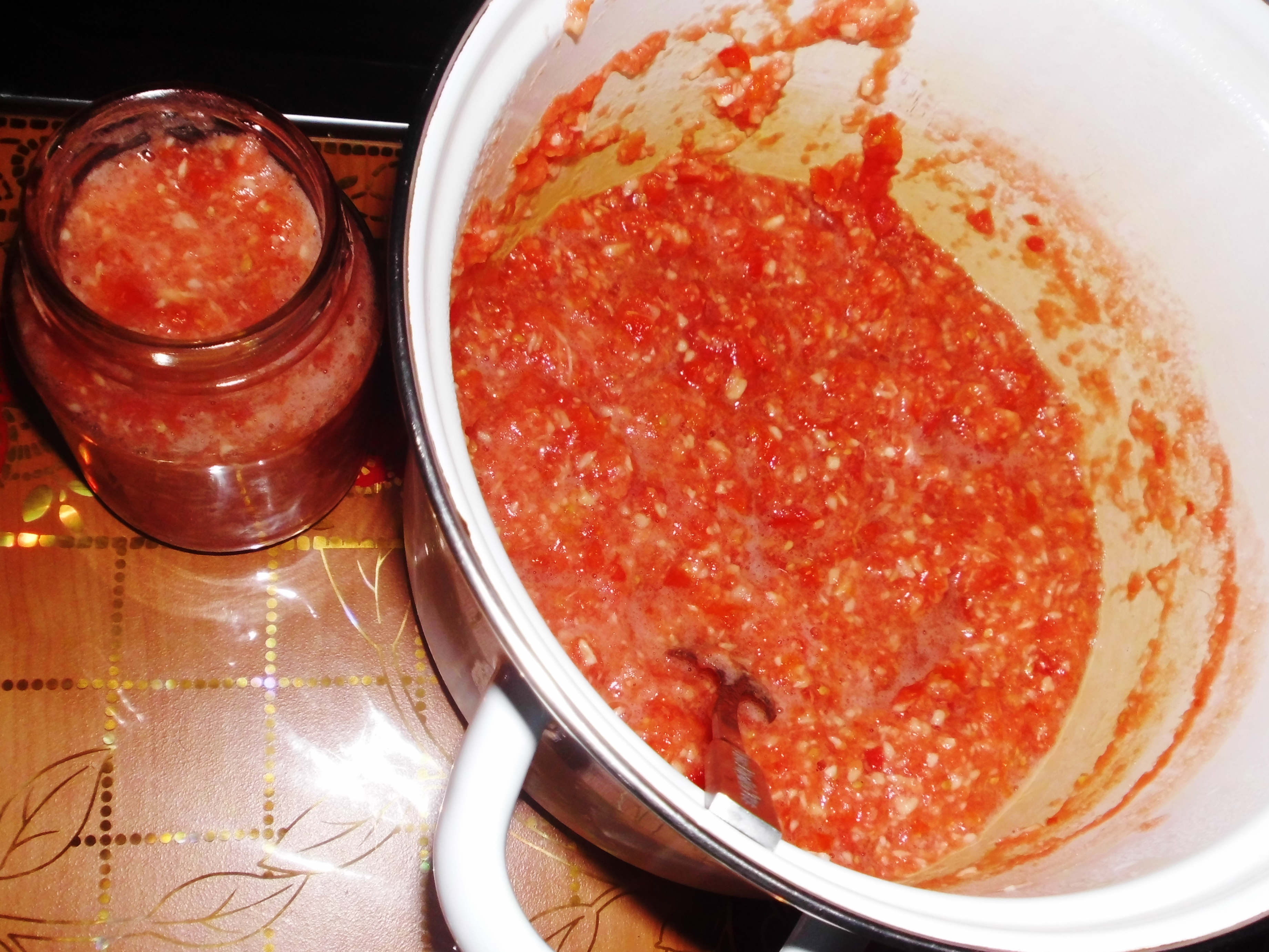
Настоявшиеся неделю в холодильнике в кастрюле смешанные ингредиенты — готовая хреновина
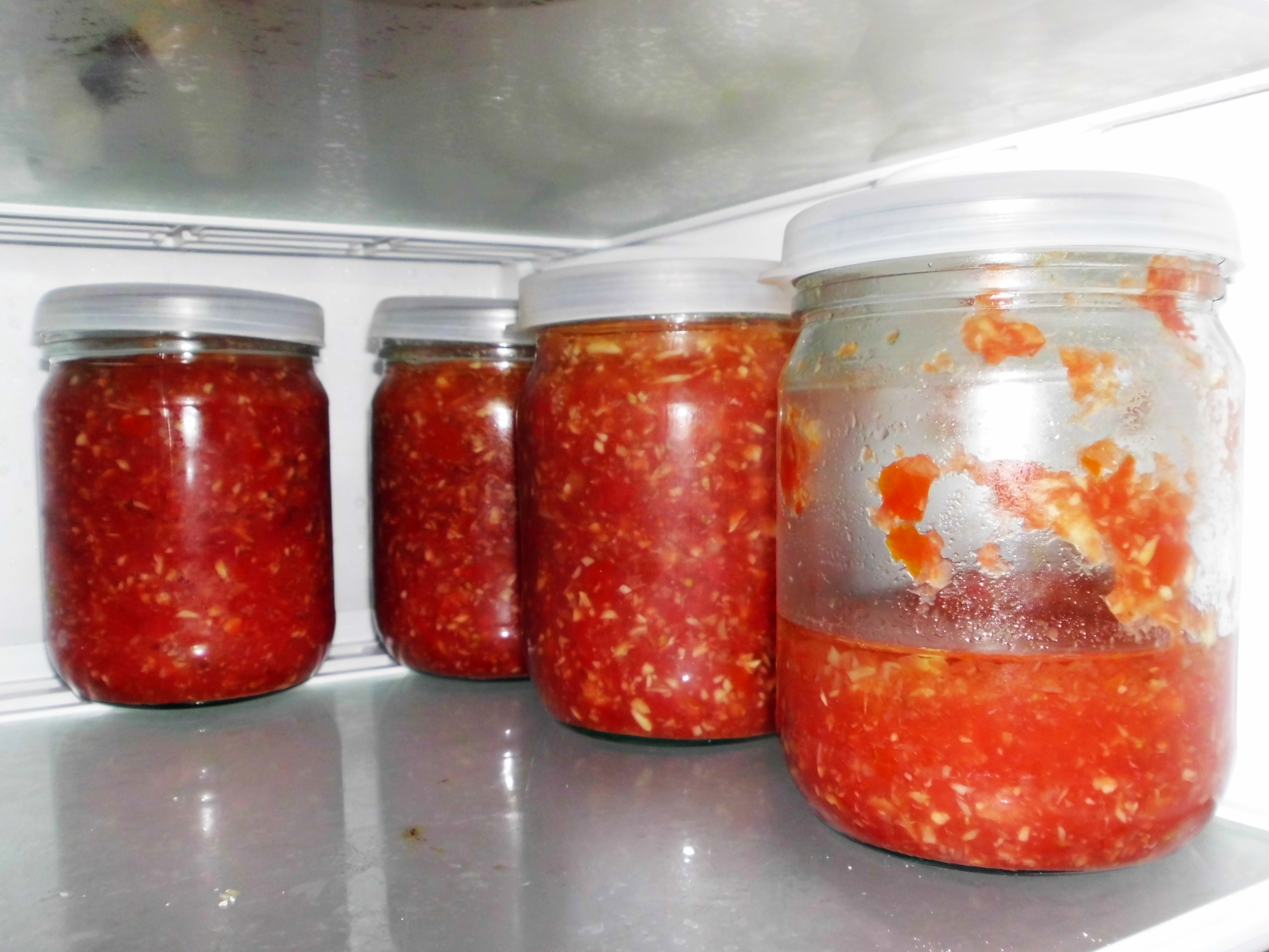
Хранившаяся в холодильнике 11 месяцев разложенная в стеклянные банки готовая хреновина
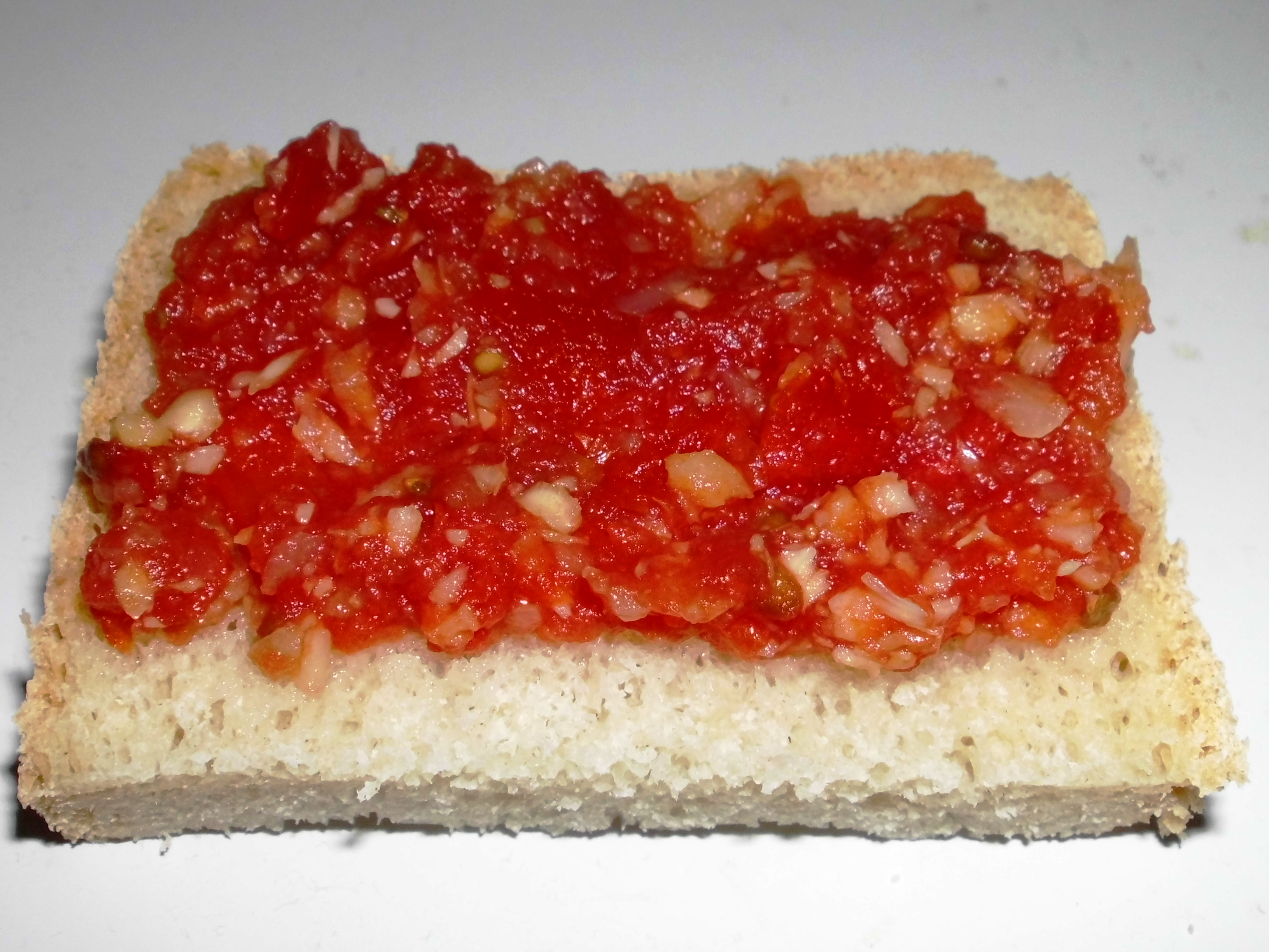
Хреновина, намазанная на ломтик хлеба